# Luv Is Rage 2
Luv Is Rage 2 es el álbum de estudio debut del rapero estadounidense Lil Uzi Vert. Fue lanzado el 25 de agosto de 2017 por Generation Now y Atlantic Records. Es la secuela de su mixtape debut, Luv Is Rage (2015). El álbum incluye apariciones de The Weeknd y Pharrell Williams. El álbum generó éxito después de que el sencillo «XO Tour Llif3» alcanzara el puesto número 7 en el Billboard Hot 100 de los Estados Unidos.

## Antecedentes
Inicialmente fue anunciado en noviembre de 2016. Luv Is Rage 2 sufrió numerosos retrasos y confusión mediática a lo largo de 2017. En febrero de 2017, Uzi Vert lanzó un EP de cuatro pistas, Luv Is Rage 1.5 (2017), para su emisión en SoundCloud, que serviría como una introducción para Luv Is Rage 2, así como para previsualizar fragmentos de canciones en línea durante todo el año. 
En julio de 2017, DJ Drama y Don Cannon estrenaron cinco canciones en su programa de radio Shade 45 que no estaban incluidas en el álbum.
El 24 de agosto de 2017, Lil Uzi Vert anunció inesperadamente el lanzamiento de Luv Is Rage 2 un día antes del lanzamiento a través de los medios sociales, incluyendo la portada y la lista de canciones.

## Sencillos
El sencillo principal, "XO Tour Llif3", originalmente incluido en el anterior EP Luv Is Rage 1.5 (2017) de Lil Uzi Vert para su emisión gratuita, se estrenó como single el 24 de marzo de 2017.

## Lanzamiento
Luv is Rage 2 fue lanzado el 25 de agosto de 2017, para su compra en iTunes y Google Play, y para streaming en Apple Music, Spotify, Google Play y Tidal.

## Recepción crítica
Luv Is Rage 2 recibió críticas positivas de los expertos al ser lanzado. Stephanie Smith-Strickland de Highsnobiety comentó que "como su estado mental, el proyecto se basa en el hip-hop contemporáneo y algo más futurista. Es en ese punto donde Uzi es capaz de enfrentarse a sus propios demonios, incluso en medio de la celebración de éxitos económicos". El sitio web de hip hop HotNewHipHop declaró que "Uzi ha cambiado como persona ahora, menos ingenuamente alegre, y esto se refleja en Luv is Rage 2. Si tiene un corazón, pronto podría oscurecerse. Uzi se siente vengativo, en lugar de estar" feliz de estar aquí "(como estaba en Luv is Rage), busca ahora la admiración y el reconocimiento que se merece". 
Paul Thompson, de Pitchfork, afirmó que Luv Is Rage 2 es el trabajo de Lil Uzi Vert "más desarrollado musicalmente y que contiene una gran parte de sus canciones más interesantes hasta la fecha", además de recomendar el tema y la producción, concluyendo: "Ya sea que esté lleno de alegría o aullando en el vacío, empuja sus canciones al límite, lo que lo ayuda a cumplir con la promesa mostrada en su trabajo anterior. Sabíamos que Lil Uzi Vert se convertiría en una de las mayores estrellas del rap, pero Rage 2 sugiere que puede pasar su tiempo en la cima experimentando en lugar de retirarse a una confortable".

## Desempeño comercial
Luv Is Rage 2 debutó en el número uno del Billboard 200 de Estados Unidos con 135.000 unidades de discos de los cuales 28.000 fueron solamente discos vendidos.
El álbum también entró en el número 14 de la lista UK Albums Chart, vendiendo 3.706 unidades de discos en su primera semana.

## Lista de canciones
| N.º | Título                                    | Escritor(es)                                                | Productor(es)                             | Duración |  |
| 1.  | «Two®»                                    | Symere Woods · Donald Cannon · Lyle LeDuff                  | Don Cannon · Lyle LeDuff · Lil Uzi Vert   | 3:05     |  |
| 2.  | «444+222»                                 | Symere Woods · Jamaal Henry · Ike Smith                     | Maaly Raw · Ike Beatz                     | 4:07     |  |
| 3.  | «Sauce It Up»                             | Symere Woods · Don Cannon                                   | Don Cannon                                | 3:27     |  |
| 4.  | «No Sleep Leak»                           | Symere Woods · Don Cannon · Kevin Gomringer · Tim Gomringer | Don Cannon · Cubeatz                      | 3:09     |  |
| 5.  | «The Way Life Goes»                       | Symere Woods · Don Cannon · I. Smith                        | Don Cannon · Ike Beatz                    | 3:41     |  |
| 6.  | «For Real»                                | Symere Woods · Kenneth Smith · Bobby Turner                 | DJ Plugg · Bobby Kritical                 | 2:57     |  |
| 7.  | «Feelings Mutual»                         | Symere Woods · Ebony Oshunrinde · Francis Nguyen-Tran       | WondaGurl · FrancisGotHeat                | 3:53     |  |
| 8.  | «Neon Guts» (featuring Pharrell Williams) | Symere Woods · Pharrell Williams                            | Pharrell Williams                         | 4:18     |  |
| 9.  | «Early 20 Rager»                          | Symere Woods · Henry                                        | Maaly Raw                                 | 4:34     |  |
| 10. | «Pretty Mami»                             | Symere Woods · Cannon · Ramon Ibanga, Jr.                   | Don Cannon · Illmind                      | 4:24     |  |
| 11. | «How to Talk»                             | Symere Woods · Oshunrinde                                   | WondaGurl                                 | 3:21     |  |
| 12. | «X»                                       | Symere Woods · Leland Wayne · Jordan Jenks · Henry          | Metro Boomin · Pi'erre Bourne · Maaly Raw | 2:53     |  |
| 13. | «Malfunction»                             | Symere Woods · Oshunrinde                                   | WondaGurl                                 | 3:19     |  |
| 14. | «Dark Queen»                              | Symere Woods · Henry · Masamune Kudo                        | Maaly Raw · Rex Kudo                      | 2:53     |  |
| 15. | «XO Tour Llif3»                           | Symere Woods · Bryan Simmons · John Lucas                   | TM88 · JW Lucas                           | 3:02     |  |